# David Bowie (musikalbum)
David Bowie är ett musikalbum av David Bowie, utgivet i Storbritannien 2 juni 1967 med Mike Vernon som producent. Albumet var Bowie första och spelades in mellan november 1966 och februari 1967 i R.G. Jones Studios i Surrey. Det återutgavs på CD 1988. 

## Låtlista
Alla låtar är skrivna av David Bowie.
1. "Uncle Arthur" - 2:07
2. "Sell Me a Coat" - 2:58
3. "Rubber Band" - 2:17
4. "Love You Till Tuesday" - 3:09
5. "There Is a Happy Land" - 3:11
6. "We Are Hungry Men" - 2:58
7. "When I Live My Dream" - 3:22
8. "Little Bombardier" - 3:24
9. "Silly Boy Blue" - 4:36
10. "Come and Buy My Toys" - 2:07
11. "Join the Gang" - 2:17
12. "She's Got Medals" - 2:23
13. "Maid of Bond Street" - 1:43
14. "Please Mr Gravedigger" - 2:35

## Singlar som gavs i anslutning till detta album
1. "Rubber Band"
2. "The Laughing Gnome"
3. "Love You Till Tuesday"

## Medverkande
- David Bowie - Sång, gitarr, saxofon
- Derek Boyes - Orgel
- Derek Fearnly - Bas
- John Eager - Trummor